# Morti nel 1431
| Questa pagina contiene informazioni ricavate automaticamente dalle voci biografiche con l'ausilio del template Bio e di un bot. L'aggiornamento è periodico e automatico e ricostruisce completamente la pagina. Se manca una persona in questa lista, sei pregato di non aggiungerla, ma accertati piuttosto che la sua voce biografica contenga il template Bio e che i dati anagrafici siano correttamente compilati. Se il template Bio manca, inseriscilo tu stesso o, in alternativa, metti l'avviso {{tmp\|Bio}} che ne segnala la mancanza. Se i dati riportati sono sbagliati, correggi direttamente la voce biografica; le modifiche saranno visibili in questa lista entro pochi giorni. Per chiarimenti vedi il progetto biografie. La lista contiene solo le 33 persone che sono citate nell'enciclopedia e per le quali è stato implementato correttamente il template Bio. Pagina aggiornata al 13 gen 2025. |

- 6 gennaio - Jacopo Donadei, vescovo cattolico italiano (n. 1351)
- 22 gennaio - Maria Mancini, religiosa italiana (n. 1355)
- 25 gennaio - Carlo II di Lorena, duca (n. 1364)
- 30 gennaio - Obizzo da Polenta, nobile e politico italiano
- 9 febbraio - Giacomo Isolani, cardinale italiano (n. 1360)
- 19 febbraio - Enrico di Gorkum, filosofo, teologo e docente olandese (n. 1378)
- 20 febbraio - Papa Martino V, papa, vescovo cattolico e cardinale italiano (n. 1369)
- 5 marzo - Sant'Orante, monaco cristiano italiano (n. 1400)
- 5 aprile - Bernardo I di Baden (n. 1364)
- 20 aprile - Niccolò da Uzzano, politico e umanista italiano (n. 1359)
- 6 maggio - Boleslao I di Teschen, duca
- 20 maggio - Guillaume de Challant, vescovo cattolico italiano
- 30 maggio - Giovanna d'Arco, condottiera e santa francese (n. 1412)
- 2 luglio - Arnaud Guillaume de Barbazan, condottiero francese (n. 1360)
- 2 luglio - Fozio, arcivescovo ortodosso e santo bizantino
- 3 luglio - Antonio Panciera, cardinale e umanista italiano
- 12 luglio - Felip de Malla, politico spagnolo (n. 1380)
- 13 agosto - Iolanda di Bar, nobile (n. 1364)
- 3 ottobre - Thomas Beaufort, conte di Perche, nobile inglese (n. 1405)
- 1º novembre - Nuno Álvares Pereira, militare, religioso e santo portoghese (n. 1360)
- 8 dicembre - Edvige Jagellona, principessa polacco (n. 1408)
- Muhammad VIII di Granada, sultano (n. 1411)
- Gasparino Barzizza, umanista, pedagogista e filologo classico italiano (n. 1360)
- Alberto Buoncristiani, vescovo cattolico italiano
- Ximeno Dahe, cardinale spagnolo
- Dan II di Valacchia, principe
- Lengvenis, nobile lituano
- Manfredi da Vercelli, religioso italiano
- Juan Mates, pittore spagnolo
- Giacomo Orsini, conte di Tagliacozzo, condottiero italiano
- Vincenza Pasini, veggente italiana (n. 1356)
- Radu II Chelul, principe
- Antonio de Caturcio, vescovo cattolico italiano